# Ballerup Kommune
Ballerup Kommune [ˈbalʔəʀob] ist eine dänische Kommune in der Region Hovedstaden. Auf einer Fläche von 34,00 km² leben dort 52.939 Einwohner (Stand 1. Januar 2025).
Der Verwaltungssitz liegt in der Stadt Ballerup, die zum Siedlungsgebiet Hovedstadsområdet gehört. Weitere wichtige Orte sind Måløv und Skovlunde.
In der Gemeinde liegen die geschützten Rundhügel Lemmehøj und Studerhøj.

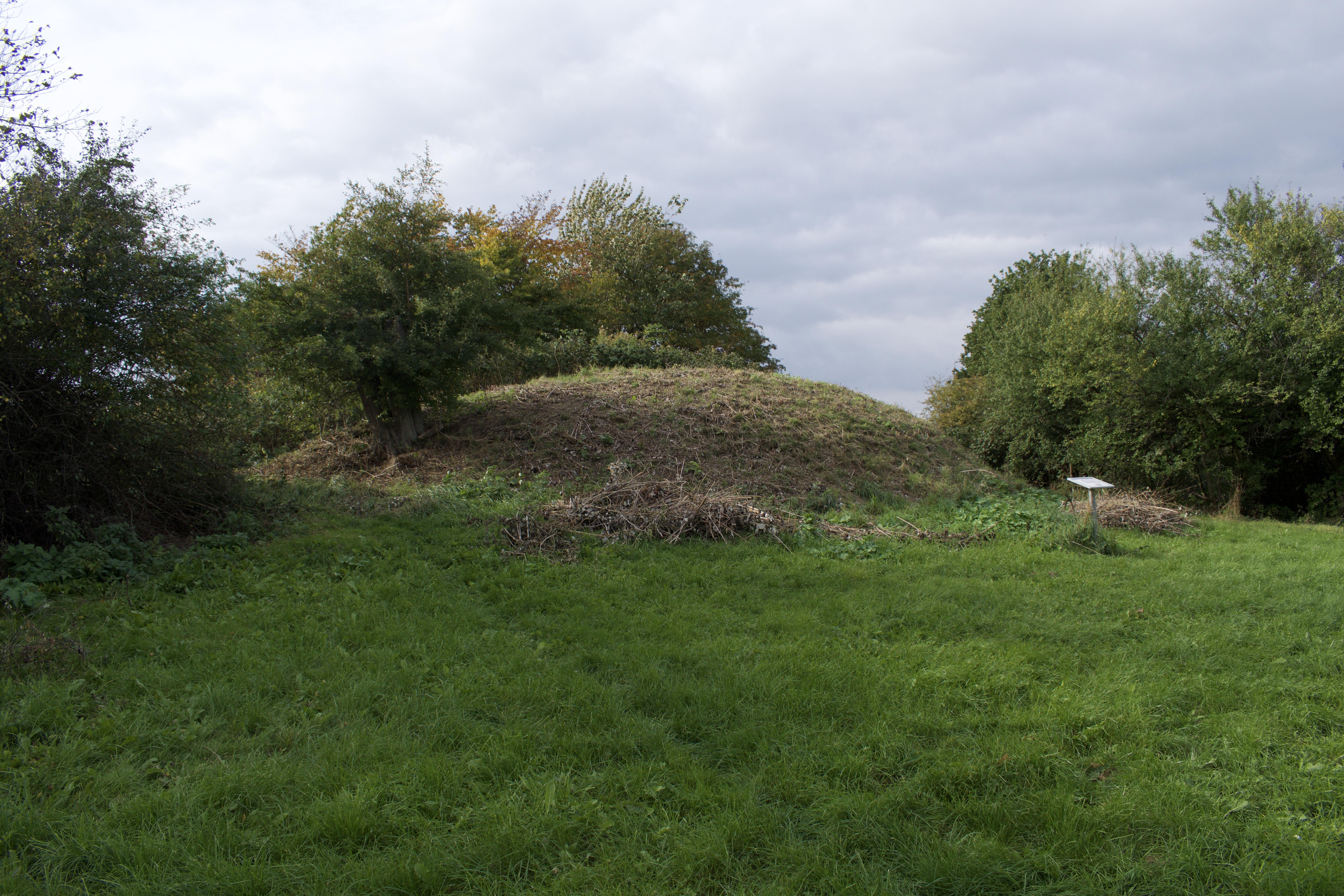
Lemmehøj

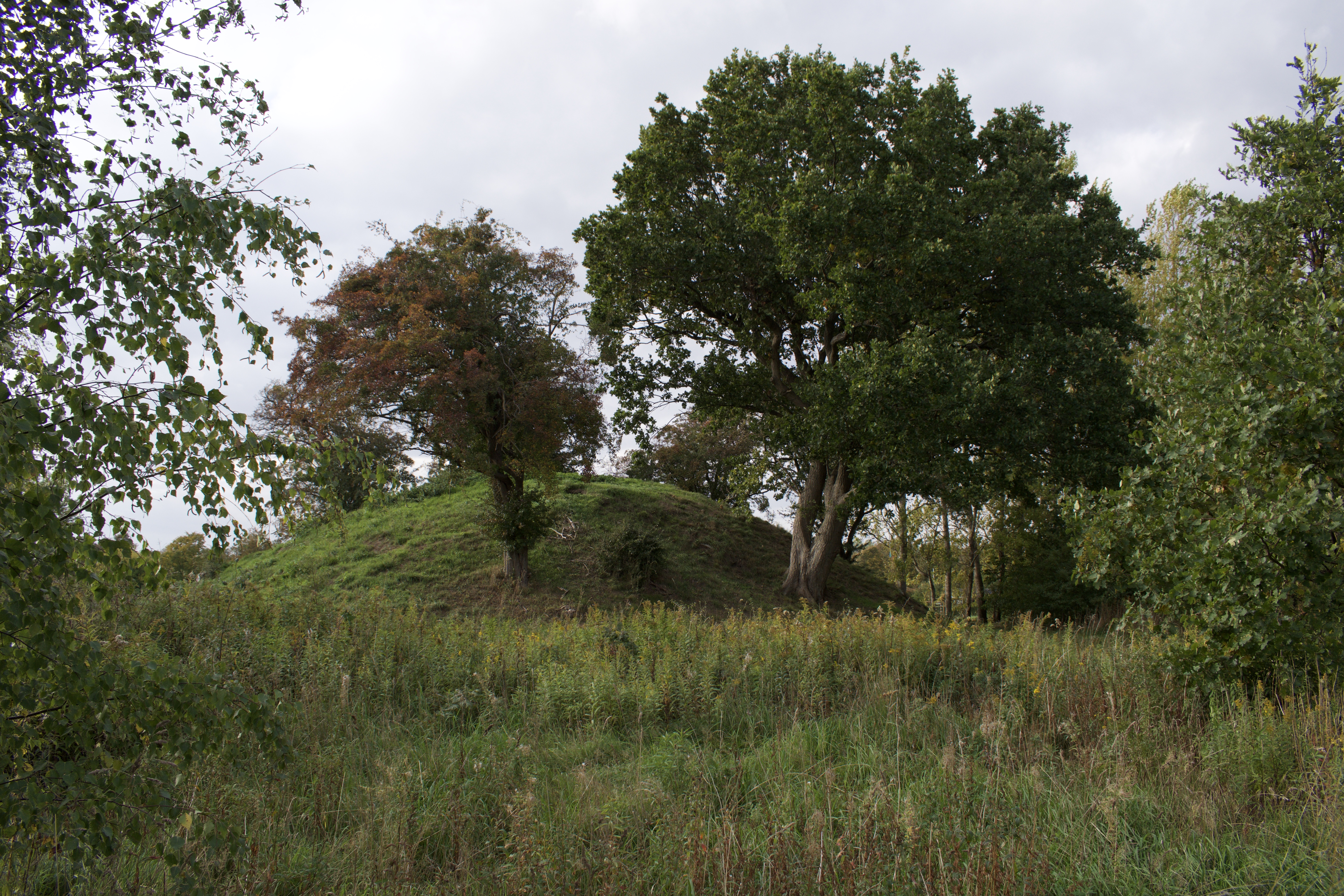
Studerhøj

## Ortschaften in der Kommune
Auf dem Gemeindegebiet liegen die folgenden Kirchspiele und Ortschaften mit über 200 Einwohnern (byer nach Definition der
dänischen Statistikbehörde), bei einer eingetragenen Einwohnerzahl von Null hatte der Ort
in der Vergangenheit mehr als 200 Einwohner:
| Nr. | Kirchspiel      | Einwohner | Ortschaft                            | Einwohner |
| --- | --------------- | --------- | ------------------------------------ | --------- |
| 2   | Ballerup Sogn   | 15.581    | Ballerup                             | 43.984    |
| 1   | Måløv Sogn      | 8.708     | Smørumnedre (Teil mehrerer Kommunen) | 8.668     |
| 3   | Pederstrup Sogn | 14.080    |                                      |           |
| 4   | Skovlunde Sogn  | 14.502    |                                      |           |

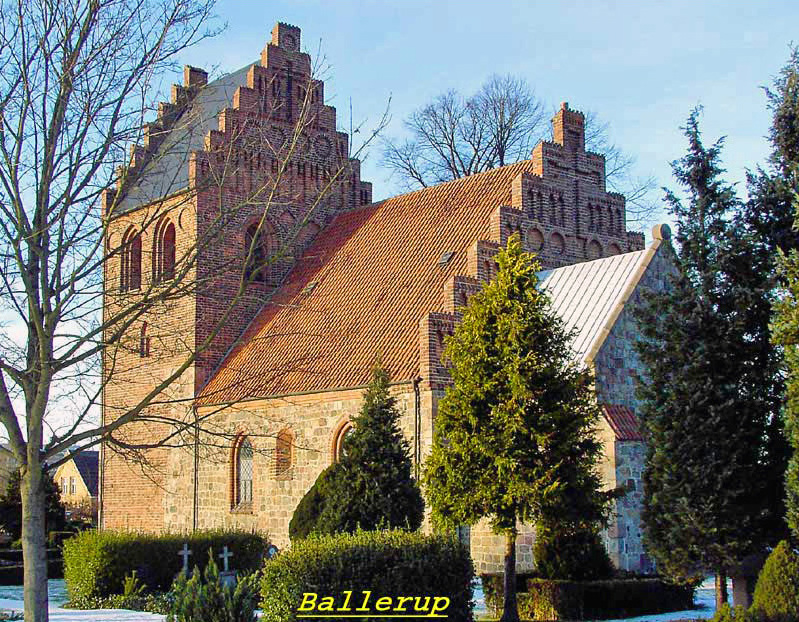
Ballerup kirke
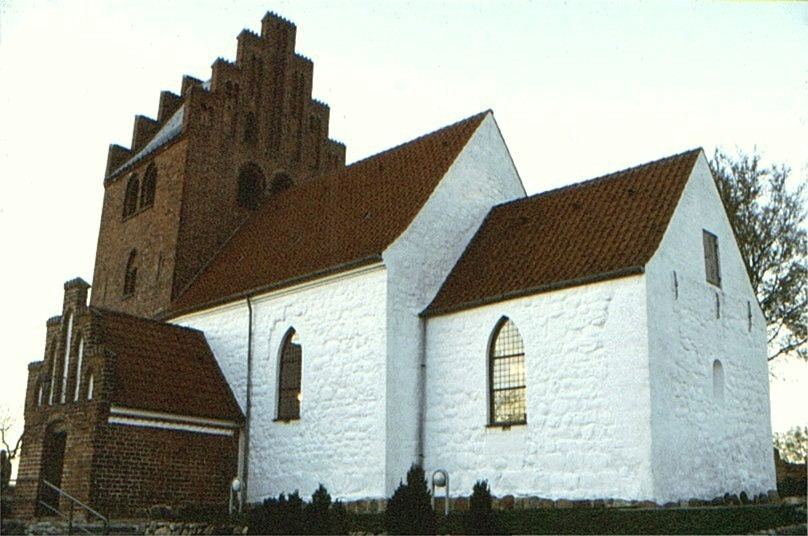
Måløv kirke
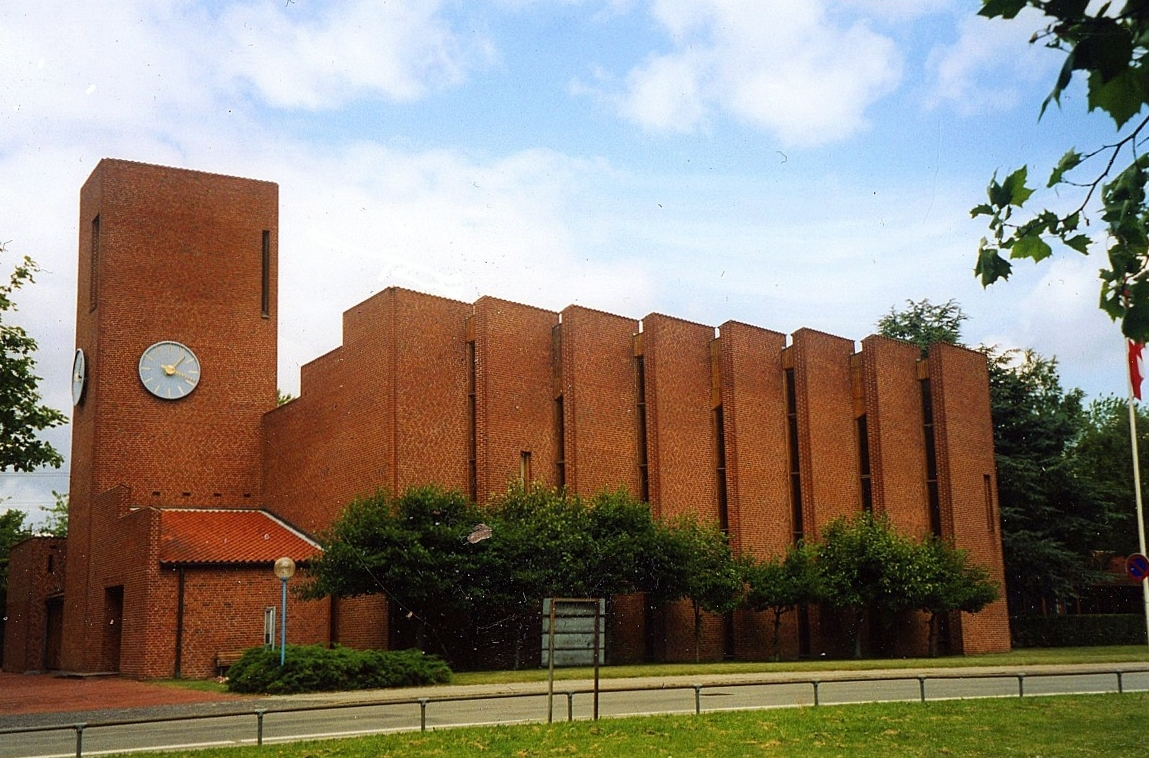
Skovlunde kirke

## Einwohnerentwicklung
Entwicklung der Einwohnerzahl (per 1. Januar):
| Jahr      | 1980   | 1985   | 1990   | 1995   | 2000   | 2005   | 2010   | 2025   |
| Einwohner | 48.938 | 46.872 | 45.218 | 45.356 | 45.317 | 46.759 | 47.652 | 52.939 |

## Stadt Ballerup

### Wirtschaft
In Ballerup sind das Medizintechnik-Unternehmen Ambu, das Pharma-Unternehmen LEO Pharma und der Süßwarenhersteller Toms Gruppen ansässig.

### Sport
Im Ortsteil Skovlunde befindet sich das "Ballerup Idrætsby Sportzentrum" mit der 2001 eröffneten Ballerup Super Arena. Die Arena beherbergt die einzige Radrennbahn Dänemarks; sie wurde vom Münsteraner Architekten Ralph Schürmann konzipiert. In der "Super Arena" fanden zweimal UCI-Bahn-Weltmeisterschaften statt, 2002 und 2010, sowie Europameisterschaften (2006) und Weltcup-Rennen. Jährlich werden dort auch Sechstagerennen veranstaltet. Im Jahr 2003 stürzte das Dach (der leeren Halle) aufgrund großer Schneemassen ein; die Wiedereröffnung erfolgte 2005.

## Partnerschaften
Partnerstädte und Städte mit partnerschaftlichen Beziehungen Ballerups sind:
- Prag 10 (Stadtbezirk der Stadt Prag), Tschechien
- East Kilbride, Vereinigtes Königreich
- Wuxi, Volksrepublik China
- Brandenburg an der Havel, Deutschland

## Söhne und Töchter
- Jonas Langvad (* 1983), Basketballspieler
- Matti Breschel (* 1984), Radrennfahrer
- Nicolai Jørgensen (* 1991), Fußballspieler
- Nicolai Boilesen (* 1992), Fußballspieler
- Anastasija Marsenić (* 2003), montenegrinische Handballspielerin